# Trầm cảm tâm thần
Trầm cảm tâm thần, còn được gọi là rối loạn tâm thần trầm cảm, là một giai đoạn trầm cảm lớn đi kèm với các triệu chứng loạn thần. Nó có thể xảy ra trong bối cảnh rối loạn lưỡng cực hoặc rối loạn trầm cảm lớn. Có thể khó phân biệt bệnh này với rối loạn tâm thần phân liệt, một chẩn đoán đòi hỏi sự hiện diện của các triệu chứng loạn thần trong ít nhất hai tuần mà không có bất kỳ triệu chứng tâm trạng nào. Trầm cảm tâm thần đơn cực đòi hỏi các đặc điểm tâm thần chỉ xảy ra trong các giai đoạn trầm cảm rõ rệt. Chẩn đoán sử dụng DSM-5 liên quan đến việc đáp ứng các tiêu chí cho một giai đoạn trầm cảm lớn, cùng với các tiêu chí về đặc điểm tâm thần " đồng nhất tâm trạng hoặc tâm trạng không phù hợp " 

## Triệu chứng
Các cá nhân bị trầm cảm tâm thần trải qua các triệu chứng của một giai đoạn trầm cảm lớn, cùng với một hoặc nhiều triệu chứng loạn thần, bao gồm ảo tưởng và/hoặc ảo giác. Ảo tưởng có thể được phân loại là tâm trạng phù hợp hoặc không phù hợp, tùy thuộc vào việc bản chất của ảo tưởng có phù hợp với trạng thái tâm trạng của cá nhân hay không. Các chủ đề phổ biến của ảo tưởng phù hợp với tâm trạng bao gồm cảm giác tội lỗi, ngược đãi, trừng phạt, cá nhân cảm thấy khiếm khuyết hoặc bệnh tật. Một nửa số bệnh nhân trải qua nhiều loại ảo tưởng. Ảo tưởng xảy ra mà không có ảo giác ở khoảng một nửa đến hai phần ba số bệnh nhân bị trầm cảm tâm thần. Ảo giác có thể là thính giác, thị giác, khứu giác (khứu giác) hoặc haptic (xúc giác) và phù hợp với vật liệu ảo tưởng. Ảnh hưởng là buồn bã, không có cảm giác bình ổn. Anhedonia nặng, mất hứng thú và chậm phát triển tâm thần thường xuất hiện.

## Nguyên nhân
Các triệu chứng loạn thần có xu hướng phát triển sau khi một cá nhân đã trải qua một vài giai đoạn trầm cảm mà không bị rối loạn tâm thần. Tuy nhiên, một khi các triệu chứng loạn thần xuất hiện, chúng có xu hướng xuất hiện trở lại với mỗi giai đoạn trầm cảm trong tương lai. Tiên lượng cho trầm cảm tâm thần không được coi là nghèo như đối với các rối loạn tâm thần phân liệt hoặc rối loạn tâm thần nguyên phát. Tuy nhiên, những người đã trải qua giai đoạn trầm cảm với các đặc điểm tâm thần có nguy cơ tái phát và tự tử cao hơn so với những người không có đặc điểm tâm thần, và họ có xu hướng bất thường về giấc ngủ rõ rệt hơn.